# Anarchist Black Cross

Traditionelles Logo des ABC

Das Anarchist Black Cross (ABC) (dt.: „Anarchistisches schwarzes Kreuz“) ist eine zwischen 1900 und 1906 im Vorfeld oder kurz nach der Revolution von 1905 im damaligen zaristischen Russland gegründete, heute international aktive anarchistische Organisation. Gegründet als „Anarchistisches Rotes Kreuz“ (ARC) sieht das Netzwerk seine wesentliche Aufgabe in der Unterstützung inhaftierter Anarchisten und organisiert Solidaritätsaktionen für diese. Im Gegensatz zu anderen Gefangenenhilfsorganisationen steht das ABC jeglicher Freiheitsstrafe ablehnend gegenüber und vertritt damit den Abolitionismus.

## Geschichte
Während des russischen Bürgerkrieges (1918–1920) benannte sich das „Anarchistische Rote Kreuz“ in der Ukraine in „Anarchistisches schwarzes Kreuz“ um, dies geschah, um eine bessere Abgrenzung zum auf christlichen Lehren beruhenden Roten Kreuz sicherzustellen. Nachdem es anfänglich nur Sanitätsdienst betrieb, begannen einzelne Ortsgruppen, militärischen Widerstand gegen zaristische Pogrome und Überfälle durch weiße und rote Garden zu organisieren.
Nach der faschistischen Machtergreifung in den 1930er Jahren in Italien dehnte das „Anarchistische schwarze Kreuz“ seine Aktivitäten auch auf Westeuropa aus. Später in den 1960er Jahren erreichte es auf dem Umweg über das franquistische Spanien auch Großbritannien, von wo aus nun weltweit Unterorganisationen gegründet wurden, z. B. Anfang der 1980er Jahre die Sektion für Nordamerika, die sich selber in das ABC-Netzwerk und die ABC-Föderation aufteilt.
Im Februar 2024 wurde die Anarchist Black Cross Federation in Russland als „unerwünscht“ eingestuft.

## Publikationen
Die Anarchist Black Cross Federation gibt die vormals Update genannte Vierteljahreszeitschrift Plain Words heraus. Das ABC Berlin und das ABC Orkan veröffentlichten alle drei Monate gemeinsam die Zeitschrift Entfesselt. In mindestens sieben Ausgaben bis Dezember 2005 erschien außerdem das ABC-Info der Anarchist Black Cross-Gruppe RTS aus dem Raum Stuttgart.

### Deutschland
- Anarchist Black Cross Berlin
- Anarchist Black Cross Dresden
- Anarchist Black Cross Leipzig
- Anarchist Black Cross Agitation and Actions
- Anarchist Black Cross Rhineland
- Anarchist Black Cross Jena